# (177625) 2004 JD
177625 (2004 JD) là một tiểu hành tinh vành đai chính được phát hiện ngày 8 tháng 5 năm 2004 bởi James Whitney Young ở Đài thiên văn Núi bàn gần Wrightwood, California.